# 16個夏天
《16個夏天》是2014年TVBS歡樂台第四部原創概念劇。豐采文創和聯意製作股份有限公司共同製作。由林心如、楊一展、許瑋甯、謝佳見、鄒承恩主演，林心如同時擔當本劇製作人。
於2014年3月31日開拍，7月1日正式殺青。7月19日起每週六晚間9點公視、10點TVBS歡樂台聯合首播。公視、TVBS歡樂台於11月1日播出最終回。
本劇獲得文化部影視及流行音樂產業局102年度高畫質電視節目「一般型連續劇類」補助新臺幣1,700萬元，總製作費約新臺幣4,200萬元。本劇劇情設定在1998年的夏天，背景是臺灣16年來時光變遷，有音樂、729全台大停電、921大地震、SARS、金融海嘯等，以「時間軸」緊扣劇情。
《16個夏天》於第50屆金鐘獎獲得最佳戲劇節目獎、女配角獎（許瑋甯）和導演獎（許富翔）。

## 故事大綱
|                        | 記住了，就是永遠 |
| ——《16個夏天》官方標題 |                  |

一場看似荒謬的報復性上床行動，讓失戀的唐家妮（林心如飾）遇上了方韋德（楊一展飾）。原該一夜結束的夏日荒唐，卻讓她碰上了她的真正「初戀」。然而一切像是夢一場。1999年，921大地震震醒了唐家妮的美夢，多年來陪伴在她身邊的汪俊杰（謝佳見飾），在這場「震撼」中，注定為她瘸了腳。 唐家妮義無反顧的陪伴著他，兩人結婚，也走上了平淡卻踏實的小夫妻生活。
2008年，她和方韋德意外再相遇，他們知道彼此都還惦記對方，但她有婚姻，他也即將步入禮堂，不過兩人還是選擇維持著好友的關係。然而，這一次和韋德的重逢，卻對家妮、俊杰及好友瑞瑞（許瑋甯飾）都產生了不小的影響，所以，終究，韋德和家妮還是選擇說再見…
2013年，一場好友的婚禮，兩人命運的紅線再度拉上，這次，等待他們的會是什麼？

## 播出時間

### 首播
中華民國外交部表示，為了推廣該國優質文化軟實力，也深化該國與西語系國家的文化交流，外交部和文化部合作，「16個夏天」最快2016年9月底起，將安排在瓜地馬拉、宏都拉斯、巴拿馬、巴拉圭、尼加拉瓜、薩爾瓦多、多明尼加、阿根廷、哥倫比亞、墨西哥等10國的13家電視台、衛星電視等頻道播出；另外還有9家電視台也表示興趣播出，民眾亦可在當地電視台的隨選視訊網站以行動載具觀賞。
| 頻道                   | 所在地                                                  | 播映日期       | 播出時間                   |
| ---------------------- | ------------------------------------------------------- | -------------- | -------------------------- |
| 公視主頻               | 臺灣                                                    | 2014年7月19日  | 每週六 21:00-22:30         |
| TVBS歡樂台             | 臺灣                                                    | 2014年7月19日  | 每週六 22:00-23:30         |
| 星和都會台             | 新加坡                                                  | 2014年8月22日  | 每週五 22:00-23:30         |
| 舊金山 KTSF26台        | 美国                                                    | 2015年3月3日   | 每週一至週五 21:00-22:00   |
| 洛城18台               | 美国                                                    | 2015年3月10日  | 每週一至週五 12:00-13:00   |
| TVB華語劇台            | 香港                                                    | 2015年4月4日   | 每週六 13:00-14:55         |
| 龍祥頻道               | 加拿大                                                  | 2015年6月      | 週一至週五13:00-14:45      |
| Astro双星 Astro双星HD  | 马来西亚                                                | 2015年8月5日   | 每週日至週四 16:00-17:00   |
| Astro AEC Astro AEC HD | 马来西亚                                                | 2016年1月25日  | 每週一至週五 16:00-17:00   |
| 江蘇影視頻道           | 中国大陆                                                | 2016年3月11日  | 每週一至週日 22:00-23:40   |
| J2                     | 香港                                                    | 2016年8月30日  | 每週一至週五 19:00-20:00   |
| VTV3                   | 越南                                                    | 2016年12月12日 | 每週一至週日 17:00-19:00   |
| 華視主頻               | 臺灣                                                    | 2021年9月24日  | 每週一至週五 20:00-22:00   |
| 華視主頻               | 臺灣                                                    | 2022年2月27日  | 每週日 00:10-04:00         |
| TVBS-Asia              | 香港 · 澳門 · 菲律賓 · 新加坡 · 马来西亚 · 印度尼西亞 · | 2023年7月13日  | 每週一至週五 20:00 - 21:00 |

### 網路
| 頻道           | 所在地 | 播映日期     | 播出時間         |
| -------------- | ------ | ------------ | ---------------- |
| CHOCO TV追劇瘋 | 臺灣   | 2016年1月1日 | 全劇集已完整上架 |

### 重播
| 頻道   | 所在地 | 播映日期      | 播出時間                     |
| ------ | ------ | ------------- | ---------------------------- |
| J2     | 香港   | 2020年4月27日 | 每週一至週五 18:30-19:30     |
| 翡翠台 | 香港   | 2021年1月18日 | 每週（週日深夜） 02:15-04:15 |

## 演員表

### 主要演員
| 演員   | 角色   | 粵語配音 | 介紹 | 登場集數 |
| 林心如 | 唐家妮 | 曾秀清   | 生長在南部鄉下的一個平凡家庭。爸爸任職於區公所，媽媽相夫教子，是一戶典型的保守人家。家妮有個大她兩歲的哥哥，重男輕女的家族對哥哥總是無限寵愛。家妮愛頂撞父母，在學校路見不平，為了伸張正義與男同學大打出手，對家人來說，她是個怪胎。她一心想離家到台北，也真讓她如願，大學四年她省吃儉用，想的是畢業後找份好工作，在她心裡，人生很多事比愛情更重要，之後與俊杰結婚也當上了賣場的經理，在上海出差時，與韋德碰面並敘敘舊。每次都為了韋德跟俊杰吵，後來有了小孩，但是得知了俊杰與瑞瑞的事之後，開車出門不幸車禍，導致孩子流產，最後因為此事，俊杰和家妮簽了離婚同意書。之後升為店總，在2013年偶然發現韋德的部落格，知道韋德對自己的思念後勇敢追愛。 | 全劇     |
| 楊一展 | 方韋德 | 李鎮然   | 5歲時母親離開家裡，和一個心愛的男人跑了。1999年的方韋德快要升上大四，念設計系的他，同時有很多床伴。泡妞和賺錢是他青春裡最重要的一件事。韋德的愛情觀源自於他異於常人的家庭背景。他不喜歡回家，不喜歡看父母近乎病態的相處關係，他半工半讀的生活，他選擇在酒店門口當泊車小弟，因為這份工作有著優渥的小費。當完兵後跑到上海發展，當了一間手機品牌hTC的設計師，也交了一位正式的女朋友葛晴，但在2008年，因為家妮被派去上海出差而讓他們兩個相遇了。當初家妮設計一組亂碼讓他解碼，他解出來了，其實心裡也只有家妮一人，之後因為心裡還有家妮，所以與葛晴分手了，後來公司健康檢查，才知道得了淋巴癌，為了不讓家妮知道並都要她照顧，就提分手。將生病後的心情與對家妮的思念寫在「來不及對你說的話」無名小站部落格上，偶然被家妮看見。在周興哲演唱會上聽了家妮點給自己的「以後別做朋友」，終於勇敢說出對家妮的愛。    | 全劇     |
| 許瑋甯 | 鄭瑞瑞 | 劉惠雲   | 家妮的大學同學兼好友，個性活潑開朗，有話直說，大學時期是家妮的重要窗口。大學的前三年，瑞瑞、家妮和俊杰經常玩在一起。在家妮的眼中，瑞瑞幾乎沒有談過戀愛，問她，她也不說。其實瑞瑞有一個很大的秘密，這個大秘密一直埋藏了10年，2008年時，俊杰因為失業而找她訴苦並一起上了床，家妮發現後和瑞瑞絕交，於是瑞瑞告訴了家妮這個埋藏在心底的秘密，那就是她內心深愛的人是家妮（中國版播出內心深愛的人是俊杰）。2013年時，與朋友小君開了民宿，在同學會上得到了家妮的原諒。 | 全劇     |
| 謝佳見 | 汪俊   | 麥皓豐   | 家中獨子，父母細心扶養他長大。他是一個感恩、保守含蓄的男孩，用現代的說法，就是「草食男」。他安靜、溫和、節儉、彬彬有禮。他野心小，但這並不表示沒有。他最大的「野心」就是想跟家妮一起，他認為家妮正好可以彌補自己在性格上的不足。無奈當時家妮有男友，後來兩人分手，俊杰的暗自竊喜。在一場1999年的921大地震，因為家妮還在加班，跑到大賣場關心家妮，並救了家妮，但從此腳不良於行，家妮覺得愧疚，因此與俊杰結婚，俊杰也與建中一起合資開了一間會計事務所。2008年金融海嘯風暴使得他的公司無法繼續撐下去，要面臨破產時候，剛好有間大公司要收購，但老婆家妮在賣場得罪到勝遠事務所的董事長夫人，後來勝遠事務所的董事長在收購時的條件是希望俊杰可以離開事務所，心裡一直認為比不上韋德，也覺得大家在事業上都爬的比他快。之後因為失業，找瑞瑞訴苦時酒喝多了，與瑞瑞上床，此事被家妮知道後與家妮離婚。2013年，有了女朋友淑玲。 | 全劇     |
| 鄒承恩 | 丁國慶 | 周倚天   | 外號「阿慶」，韋德大學同學。一起在酒店當泊車小弟，感情很好。個性開朗活潑，有話直說，感覺有些傻氣，但其實他心裡的觀察很清楚，他是那種很挺兄弟的人。當兵完後來與Linda姊合開了一間花紡，喜歡小玫但不敢說，後來在韋德的鼓勵下，說出口了，剛好小玫心裡也只有他，2013年，兩人結婚。 | 全劇     |

### 其他演員
| 演員   | 角色        | 粵語配音 | 介紹 | 登場集數              |
| 戴君竹 | 葛晴        | 魏惠娥   | 與韋德於上海相識，有一種異於臺灣女孩的大喇喇天性，與韋德之前認識的女生都不太一樣。 葛晴一開始是對韋德的外表著迷，畢竟誰不愛帥哥呢？但很快的，韋德身上那種帶著滄桑的憂鬱卻更加吸引她了。2008年，家妮和韋德重逢，葛晴擔心兩人重燃愛火，為了捍衛自己即將獲得的幸福，刻意成為家妮的朋友，試圖阻隔家妮和韋德往來。後來與韋德分手後，離開台北並回上海，2013年回臺灣時已有一個愛她的老公及一個兒子，但還是很關心韋德。 | 6-15                  |
| 柯淑勤 | 琳達姐      | 許盈     | 個性海派，雖歷經滄桑，卻有種樂觀的天性。在酒店裡上班，很照顧在酒店裡當泊車小弟的韋德和阿慶，對愛情擁有獨到見解，常常在關鍵時刻以過來人的心情點醒為愛苦惱的眾人。 | 1-2,4,7,9-10,12 14-16 |
| 陳慕義 | 方俊耀      | 陳永信   | 韋德的父親，期盼韋德能放下對母親的恨，給予生活上的照顧與親情上的連結，有了臉書帳號後跟家妮的母親很合得來。 | 3,5,8-9,11,13-16      |
| 呂雪鳳 | 苗雪娥/唐母 | 林丹鳳   | 家妮的母親，寵兒子寵過頭，導致兒子之後因為欠債，還要家妮回來幫忙還錢，有了臉書帳號後取了英文名米雪兒，跟韋德的父親很合得來。 | 4-5,10-11,13-16       |
| 羅北安 | 唐父        | 招世亮   | 家妮的父親，後來罹癌過世。 | 4-5,10-11             |
| 劉璟瑩 | 婷婷        | 凌晞     | 唐家興的太太，唐家妮的大嫂。 | 4-5,10,15             |
| 何璦芸 | 汪母        | 袁淑珍   | 俊杰的母親，勢利眼的婆婆，不喜歡家妮當他的媳婦，常常說話酸家妮，很現實，家妮懷孕時，每天到台北煮東西給她吃，後來得知家妮流產了，又開始不接受她並狂罵她。 | 4-9,11                |
| 陶傳正 | 汪父        | 張炳強   | 俊杰的父親，是個慈祥的公公。 | 5-7                   |
| 龐庸之 | 唐家興      | 劉奕希   | 家妮的哥哥，後來欠債，家妮跟韋德幫忙還債下，才平安回來。 | 4-5,10-11,15          |
| 盧映融 | 小玫        | 成瑤孆   | 琳達姐的女兒，和阿慶互相喜歡對方，兩人於2013年結婚。 | 4,6-10,12-16          |
| 余晉   | 阿泰        | 黃積權   | 阿慶的弟弟，研究生，喜歡小玫，促使阿慶提起勇氣追求小玫。 | 8-10,13               |

### 客串演出
| 演員   | 角色   | 粵語配音 | 介紹                                                                     | 登場集數        |
| 郭品超 | 蔣大維 | 梁偉德   | 唐家妮男友（1998年）                                                     | 1-2,4           |
| 趙慧仙 | 大奶妹 | 廖杏茵   | 方韋德女友1號                                                            | 1,3-5           |
| 杜妍   | 長腿妹 | 羅孔柔   | 方韋德女友2號                                                            | 1,3             |
| 張立蕾 | 翹臀妹 | 李潤知   | 方韋德女友3號                                                            | 1,3             |
| 姚蜜   | 寶寶   | 成瑤孆   | 蔣大維女伴                                                               | 1-2             |
| 高廷宇 | 小姚   | 鄧志堅   | 唐家妮量販店蠻有話聊的同事，後來家妮升店總，他就升上經理。               | 3-8,10-13,15-16 |
| 周興哲 | 歌手   | 陳灝瑋   | 個人演唱會上演唱「以後別做朋友」，每次都刺激了唐家妮與方韋德的感情。     | 4,10,14,16      |
| 米凱莉 | 方母   | 黃玉娟   | 韋德的母親，負面的人生觀影響韋德極深，後來罹上絕症過世。                 | 5,9             |
| 吳仲強 | 建中   | 張方正   | 與汪俊杰合開「建杰會計事務所」的合夥人，後被勝遠會計事務所併購，成旗下員工。 | 6-8             |
| 單承矩 | 進哥   | 潘文柏   | 韋德的同事                                                               | 6               |
| 賴麗華 | 陳麗   | 曾佩儀   | 韋德的同事                                                               | 6               |
| 張晉豪 | Kevin  | 鄧志堅   | 韋德的同事                                                               | 6,10-11         |
| 劉思洋 | 姜華   | 黃積權   | 韋德的同事                                                               | 7               |
| 賴佩瑩 | 方太太 | 陳琴雲   | 貴婦                                                                     | 7,8             |
| 陳思蓉 | 丁母   | 雷碧娜   | 阿慶與阿泰的媽媽                                                         | 8,13            |
| 劉亮佐 | 梁哥   | 劉昭文   | 喜歡琳達姐。                                                             | 9,15-16         |
| 楊晴   | 淑玲   | 李潤知   | 汪俊杰與唐家妮離婚後交往的女友，職業是護士。                               | 13-16           |
| 張熙恩 | 羅小君 | 何晶晶   | 與鄭瑞瑞合開民宿的朋友。                                                 | 13,15-16        |

## 歌曲
| 類型   | 歌名             | 主唱   | 作詞   | 作曲                            |
| 主題曲 | 浪漫來襲         | 蕭亞軒 | 徐世珍 | Peter Mansson Vicky Karagiorgos |
| 片尾曲 | 以後別做朋友     | 周興哲 | 吳易緯 | 周興哲                          |
| 插曲   | 你在哪裡         | 胡夏   | 何啟弘 | 周興哲                          |
| 插曲   | 如果從此         | 艾怡良 | 周煒傑 | 蕭恆嘉                          |
| 插曲   | 我不知道愛是什麼 | 艾怡良 | 艾怡良 | 金貴晟                          |

- 配樂作曲：蔡旻樺、魏利如

### 電視原聲帶
16個夏天電視原聲帶由台灣索尼音樂娛樂製作發行。台灣於2014年9月24日發行。
| 曲序 | 曲目                             |        | 作曲                            | 编曲        | 演唱          | 时长 |
| ---- | -------------------------------- | ------ | ------------------------------- | ----------- | ------------- | ---- |
| 1.   | 浪漫來襲                         | 徐世珍 | Peter Mansson Vicky Karagiorgos | 陳偉        | 蕭亞軒        | 4:10 |
| 2.   | 以後別做朋友                     | 吳易緯 | 周興哲                          | 陳建騏      | 周興哲        | 4:19 |
| 3.   | 我不知道愛是什麼                 | 艾怡良 | 金貴晟                          | 秦旭章      | 艾怡良        | 4:55 |
| 4.   | 你在哪裡                         | 何啟弘 | 周興哲                          | 樊哲忠      | 胡夏          | 5:20 |
| 5.   | 愛我（精選經典曲目）             | 姚謙   | 游鴻明                          | 陳飛午 屠穎 | 柯以敏 林志炫 | 4:49 |
| 6.   | 公轉自轉（精選經典曲目）         | 姚謙   | Waermo                          | 劉志遠      | 王力宏        | 4:16 |
| 7.   | 愛你等於愛自己（精選經典曲目）   | 林夕   | Gicho S'oderqvust               | 劉志遠      | 王力宏        | 4:54 |
| 8.   | 不敗的戀人（精選經典曲目）       | Sugar  | 陶宗慈                          | 呂紹淳      | 徐若瑄        | 3:42 |
| 9.   | 五月的雪（精選經典曲目）         | 林利南 | 游鴻明                          | Kit Ho      | 游鴻明        | 5:09 |
| 10.  | 以後別做朋友（方韋德錯過鋼琴版） | 吳易緯 | 周興哲                          | 呂仲理      |               | 3:04 |
| 11.  | 你在哪裡（抒情版）               | 何啟弘 | 周興哲                          | 呂仲理      |               | 2:55 |
| 12.  | 以後別做朋友（吉他版）           | 吳易緯 | 周興哲                          | 楊易修      |               | 2:25 |
| 13.  | 我不知道愛是什麼（愛情萌芽版）   | 艾怡良 | 金貴晟                          | 呂仲理      |               | 3:56 |
| 14.  | 以後別做朋友（唐家妮遺憾弦樂版） | 吳易緯 | 周興哲                          | 呂仲理      |               | 4:29 |
| 15.  | 我不知道愛是什麼（感人催淚版）   | 艾怡良 | 金貴晟                          | 蕭恆嘉      |               | 2:53 |

- 未收錄的插曲：《如果從此》 作詞：周煒傑　作曲：蕭恆嘉　演唱：艾怡良

## 劇中景點
| 劇中景點一覽 |                    |                                                              | |
| 縣市         | 劇中場景           | 位置                                                         | 備註 |
| 基隆市       | 北海岸             | 基隆八斗子潮境公園 基隆市北寧路369巷旁                       | 夏天時五人幫相約騎車兜風，來到美麗的北海岸，一起穿著學士服坐在石階上拍照留念的經典場景                                                     |
| 臺北市       | 大賣場             | 大潤發內湖二店 臺北市舊宗路1段188號                          | 家妮大學打工的地方，921地震當晚，在店內險被貨架砸傷，被俊杰所搭救；此後當上商場客服經理及店總。                                              |
| 臺北市       | 早餐店             | 瑞麟美而美 臺北市文山區木新路三段310巷8號                    | 韋德、家妮展開「新生活運動」後慢跑完休息去的早餐店                                                                                         |
| 臺北市       | 宿舍天臺           | 藝響空間 臺北市遼寧街185巷7弄3號                             | 韋德和家妮就讀的大學宿舍樓頂，為兩人談心的秘密基地，劇中的浪漫場景之一                                                                     |
| 臺北市       | 琳達姐花店         | Cross Caf'e 臺北市仁愛路四段91巷23號1樓                      | 琳達姐經營的花店，國慶畢業後成了花店老闆                                                                                                   |
| 臺北市       | 電影院             | 景美佳佳戲院 臺北市文山區羅斯福路6段403號4樓                 | 家妮和韋德相約的電影院 |
| 臺北市       | 酒吧               | Da Bar 臺北市大安區仁愛路4段91巷5號                          | 瑞瑞和喝酒的地方 |
| 臺北市       | 咖啡廳             | Plus Cafe（已歇業） 臺北市大安區復興南路二段148巷12號        | 公司面臨問題的俊杰和瑞瑞相約在這間咖啡店，兩人決定遺忘犯過的錯，讓彼此的心情沉澱一下                                                           |
| 臺北市       | 餐廳               | 好鍋癮涮涮鍋（已歇業） 臺北市大安區辛亥路二段161、163號      | 家妮與韋德好幾年的思念如今終於擁有，兩人對這突如其來的幸福感到不習慣，肩併著肩、熱騰騰的火鍋，回想著以前過著的生活，曾經錯過的那些點點滴滴 |
| 臺北市       | 家妮高中母校       | 新民國中 臺北市北投區新民路10號                              | 俊杰向家妮告白、家妮向提出離婚的地點。 |
| 臺北市       | 家妮老家           | 嘉禾新村 臺北市中正區新店溪畔旁                              | 家妮臺南老家 |
| 新北市       | 宿舍內部           | 浮洲又一村 新北市板橋區大觀路二段187巷11號                   | 韋德和家妮大學時代的學生宿舍 |
| 新北市       | 游泳池             | 師範大學林口校區 新北市林口區仁愛路一段2號                   | 故事開頭五人幫出現的游泳池，當時家妮溺水，韋德錯失搭救機會，便成了「錯過」的第一個代表場景                                                 |
| 新北市       | 演唱會             | LA Vita 樂生活音樂餐廳 新北市林口區公園路203號1F             | 韋德和家妮學生時代一同聽歌，再度重逢時韋德在此吻了家妮                                                                                     |
| 新北市       | 茶壺山             | 金瓜石茶壺山 新北市瑞芳區                                    | 家妮失戀時為了療癒情傷，邀約韋德爬山抒發心情                                                                                               |
| 新北市       | 韋德公司           | hTC台北總部 新北市新店區中興路3段88號                        | 韋德和葛晴於臺灣任職的公司 |
| 新北市       | 冰果室             | 無名冰店（已歇業） 新北市新店區三民路67號                    | 學生時代五人幫常於此吃冰聊是非，韋德和一號女友分手時亦在此處遭對方潑水                                                                     |
| 新北市       | 麵攤               | 浮洲親民公園 新北市板橋區大觀路二段力行一巷                  | 五人幫聚會常去的麵攤 |
| 桃園縣       | 圖書館             | 元智大學 桃園縣中壢市遠東路135號                             | 五人幫常一起於圖書館K書，回憶學生時代時常出現的場景                                                                                        |
| 桃園縣       | 花海農場           | 大溪花海農場 桃園縣大溪鎮復興路一段1093巷27號                | 家妮與俊杰一家人相約出去玩的美麗花田 |
| 桃園縣       | 家妮住院的病房     | 衛生福利部桃園醫院新屋分院 桃園縣新屋鄉新屋村14鄰新福二路6號 | 家妮車禍時所住院的地點 |
| 桃園縣       | 家妮住院的醫院天臺 | 衛生福利部桃園醫院 桃園市中山路 1492 號                      | 家妮在醫院天臺因流產而哭泣的地點 |
| 臺南市       | 火車站             | 善化車站 臺南市善化區中山路1號                               | 家妮還有候車的車站 |
| 臺南市       | 韋德的上海工作室   | 平方宅邸 臺南市安平區安北路103巷7弄20號                      | 韋德在上海所居住的工作室 |
| 宜蘭縣       | 瑞瑞民宿           | 合盛66 宜蘭縣頭城鎮三和路616巷105弄8號                       | 瑞瑞與友人合開的民宿 |
| 宜蘭縣       | 瑞瑞家             | 湖盧 宜蘭縣冬山鄉大埤二路123巷16號                           | 瑞瑞從美國回來的家 |
| 宜蘭縣       | 韋德住院的病房     | 羅東聖母醫院 宜蘭縣羅東鎮中正南路160號                       | 韋德罹癌時住院與檢查的地點 |

## 名人題字
本劇每集開頭都會邀請名人對於「再見」的註解。
| 類型           | 集數 | 名人   | 內容 | 引言人 |
| 2014年7月19日  | 1    | 蔡康永 | 談過的戀愛，並不會像剪掉的頭髮，風一吹就飄走了；談過的戀愛，會變成葉片上的紋脈、腳踝上的微血管，貯存記憶、維持生命，難以察覺但一直存在。                                                               | 韋德   |
| 2014年7月26日  | 2    | 章子怡 | 終有一天，可以笑著說出那些曾經的遺憾；終有一天，可以含淚道出那些曾經的不見。輕縷髮絲，褶平衣角，心裡的動容為再次相見。                                                                                 | 瑞瑞   |
| 2014年8月2日   | 3    | 趙又廷 | 你最愛玩的遊戲，叫做你問我答，只要你問，我就要答。這麼無聊的遊戲，你卻可以樂在其中，我不懂；我也不懂，為什麼現在我想回答你，你卻不再問了。                                                             | 韋德   |
| 2014年8月9日   | 4    | 何潤東 | 每個人都想當贏家，考試考得比隔壁的Daniel好、得分比隊上的Mike多、喝酒不輸給公司的Nick。什麼都想贏 just want to win，甚至感情... 所以選擇「遺忘」... You win... 但或許真正「記得」酸甜苦辣的，才是贏家。 | 阿慶   |
| 2014年8月16日  | 5    | 徐若瑄 | 若心照不宣，別人看不見。愛種在昨天，不怕距離遠。心沒有再見，如果再相見。 | 瑞瑞   |
| 2014年8月23日  | 6    | 言承旭 | 想念的旋律，你我間回憶，心中的思念，如何再見你。 |        |
| 2014年8月30日  | 7    | 黃曉明 | 很多人覺得再見是傷感，是眼淚，甚至是生離死別。我覺得再見是平淡生活中的警醒，它讓你珍惜生活中的點點滴滴，令你感恩且知足。                                                                               | 韋德   |
| 2014年9月6日   | 8    | 楊祐寧 | 因為遺憾，我更珍惜和把握當下的每個機會。 |        |
| 2014年9月13日  | 9    | 陶喆   | 錯過不代表 可惜，再見不代表緣盡，美好回憶永存心中，那些日子有妳陪伴，絕對值得，謝謝妳 ！ |        |
| 2014年9月20日  | 10   | 侯佩岑 | 再見~並非結束，而是種體悟。在再見中看見……看見自己，看見悲傷，看見感動，看見勇敢，看見真相，看見未來。再見，讓失去成為獲得                                                                              | 家妮   |
| 2014年9月27日  | 11   | 黃渤   | 每一次錯失，都是一張疲倦的床。每首沒完成的歌詞裡，住著未寫完的自己。沒人追得上時間，夏天的花落得比時間還快。                                                                                           | 阿慶   |
| 2014年10月4日  | 12   | 舒淇   | 再見是為了遺忘，遺忘所有期待的、失落的，遺忘愛戀、怨懟，遺忘該遺忘的。當不小心相見時，擦肩 回眸 淺笑 轉身，記憶裡的曾經，便不再想念                                                                    | 家妮   |
| 2014年10月11日 | 13   | 張栢芝 | 得到時不自喜，失去時不寡歡，留些空間給自己，轉身時淡定且從容，再見亦是另一個春天。 | 家妮   |
| 2014年10月18日 | 14   | 任賢齊 | 停下腳步，回頭望著，走過的足跡，操場上揮著汗水，並肩作戰的兄弟。曾經，青澀的愛情，卻錯過的美麗，跌倒了，拍拍灰塵，咬牙繼續的努力，點點滴滴，綻放在我心中的秘密花園。                                   | 韋德   |
| 2014年10月25日 | 15   | 楊丞琳 | 遺憾，是幸福的前奏，要經過好幾次的失去，才會聽見獲得的旋律，錯過只是個休止符，曾經遭遇過的時間捉弄，才會知道緣分的可貴，擁有過，就不怕再見，只怕你連再見的機會都沒有                                   | 瑞瑞   |
| 2014年11月1日  | 16   | 阮經天 | 曾經因為幸運，卻變成輕狂而不覺；曾經因為擁有，卻幸福而不知；終於明白了珍惜，卻明白情感不會永在，也許機會不會再來，但我會一直等待。                                                                     | 阿慶   |

## 周邊商品
- 《16個夏天》全集DVD
- 《16個夏天》電視原聲帶
- 《16個夏天》畢業簽名T-SHIRT

## 收視率

### 公視週六晚間首播
| 播出日期       | 集數       | 公視主頻 | 收視排名 | TVBS歡樂台 | 備註                                                                      |
| -------------- | ---------- | -------- | -------- | ---------- | ------------------------------------------------------------------------- |
| 2014年7月19日  | 1          | 0.46     | 1        | 0.30       |                                                                           |
| 2014年7月26日  | 2          | 0.62     | 1        | 0.31       |                                                                           |
| 2014年8月2日   | 3          | 0.71     | 1        |            |                                                                           |
| 2014年8月9日   | 4          | 0.79     | 1        | 0.38       |                                                                           |
| 2014年8月16日  | 5          | 0.74     | 1        | 0.27       |                                                                           |
| 2014年8月23日  | 6          | 0.61     | 2        | 0.52       | 上流俗女：0.84                                                            |
| 2014年8月30日  | 7          | 0.93     | 1        | 0.43       |                                                                           |
| 2014年9月6日   | 8          | 0.99     | 1        | 0.49       |                                                                           |
| 2014年9月13日  | 9          | 1.35     | 1        | 0.55       |                                                                           |
| 2014年9月20日  | 10         | 1.37     | 1        | 0.76       |                                                                           |
| 2014年9月27日  | 11         | 1.63     | 1        | 0.77       |                                                                           |
| 2014年10月4日  | 12         | 1.46     | 1        | 0.97       |                                                                           |
| 2014年10月11日 | 13         | 1.55     | 1        | 0.94       |                                                                           |
| 2014年10月18日 | 14         | 1.87     | 1        | 0.86       |                                                                           |
| 2014年10月25日 | 15         | 1.72     | 2        | 0.88       | 第49屆金鐘獎：2.57                                                        |
| 2014年11月1日  | 16         | 2.30     | 1        | 1.01       | 公視25-44歲：2.75 TVBS25-44歲：1.40 工作女性平均收視：3.51 瞬間收視：4.13 |
| 平均收視率     | 平均收視率 | 1.19     |          |            |                                                                           |

- 由AC尼尔森調查，調查範圍是四歲以上收看電視之觀眾。

## 創作歷程
- 2013年9月14日，林心如參加TVBS戲劇啟動儀式。她製作的第6部新劇《16個夏天》將與TVBS合作獲選文化部高畫質補助達1700萬元。昨TVBS斥資50億元打造的林口影視城，宣布啟動自製戲劇計畫，林心如掌大旗，她新戲以「再見」為主題，描述1998年至2014年一段不斷錯過的戀情，全劇預定15集。 [3][8]
- 2014年3月11日，劇組在台灣《十六個夏天》開機，4月1日舉行開機儀式。
- 2014年3月29日，電視電影製片微博更新拍攝至第4集：每部戲總會有一天被淋成落湯雞，慶幸是夏天的溫度沒有變成冷凍雞，可憐的演員們也難逃一劫。
- 2014年6月6日，郭品超客串《16個夏天》 爽演負心漢。而林心如劇中的負心漢男友，劇組特別情商郭品超客串演出，郭品超得知《16個夏天》是林心如製作，二話不說就答應演出。 [9]
- 2014年6月9日，《16個夏天》前往上海電視節宣傳造勢，配合劇情需求，劇組也帶著大批器材與人馬前往上海拍攝取景，15位台灣工作人員與上海當地工作人員配合，短短兩天的拍攝就花費超過200萬台幣。 [10]
- 2014年7月1日，正式殺青。
- 2014年11月1日 舉辦「16個夏天」LIVE特別節目，百名粉絲VS五人幫，同場看結局！
- 2014年12月29日 2015年TVBS即將接力推出「16個夏天」特輯，預計包含120分鐘的電視版及15集移動劇版本。[11] 不过由于找不到切入点，已取消制作[12]

## 特展活動

### 華山文創園區
「16個夏天」首度以此方式呈現並行銷電視劇，「紀錄‧愛」特展中除了有精彩劇照，還有劇中男主角楊一展的複刻版房間、拍照互動區及衣櫃裏的「四角內褲」、書櫃上的「A漫」、「金庸小說」，書桌上的「18銅人像」等搜集不易辛苦商借來的劇中物品，平常熱愛攝
影的楊一展的作品也將在特展中首次曝光。「16個夏天」「紀錄‧愛」特展於2014年7月19日至8月3日，於華山文創園區鍋爐室展出。

### 全台巡展
- 2014年9月15日－10月31日，「1998錯過」（臺中 蹺蹺板咖啡）
- 2014年9月15日－10月31日，「楊一展鏡頭下的16個夏天」（臺中 Café sora）
- 2014年9月15日－10月31日，「最真的夏天」（臺南 泡卡芙 Puff Cafe'）
- 2014年9月15日－10月12日，「2008遺憾」（高雄 Be: 咖啡）
- 2014年10月6日－11月2日，「2014再見」（臺北 七三茶堂）

## 製作團隊
- 出品人：張孝威
- 發行人：楊鳴、楊盛昱、廖福順
- 總監製：劉思銘
- 監製：戴天易、張淑婷、張庭翡、徐秋華
- 督導：蘇義雄、顧蕾蕾
- 製作協調：吳娟寧
- 執行監製：柯慈輝、王家文
- 行銷統籌：葉毓君
- 公關：潘怡豪、傅明雅
- 編審：藍夢荷
- 製作人：林心如、譚君平
- 執行製作人：王傳仁
- 編劇：杜政哲
- 聯合編劇：盧慧心、楊惠文、李松霖
- 導演：許富翔
- 企劃：蔡菁怡、許敦凱
- 藝人統籌：劉珈妍
- 商務整合監製：黃瀞儀
- 商務整合：仇立華
- 統籌：謝智惠
- 副導演：陳毅軒
- 場記：郭婉柔
- 製片：周容戎
- 執行製片：江健宇、張瀠之
- 外聯製片：陳柏村、陳嘉珮、林玉鵑
- 製片助理：林彙婷
- 攝影師：曾憲忠、鄭沛民
- 攝影助理：周群峰 王耀輝 徐肇勵 王敏旭 許嘉文
- 剪輯師：柯宛誼、趙紘億、林咨吟
- 剪輯助理：周婷瑄、劉遜
- 音效：瑞音樂有限公司－余政憲、李明哲、吳知穎、祝立群、陳彥听
- 混音：余政憲
- 製作：豐采文創有限公司
- 著作：聯意製作股份有限公司
- 贊助單位：宏達國際電子、大潤發、台灣索尼音樂娛樂

## 獎項及提名

### 第50屆電視金鐘獎
| 年份 | 獲提名                         | 獎項             | 結果 |
| ---- | ------------------------------ | ---------------- | ---- |
| 2015 | 《16個夏天》                   | 戲劇節目獎       | 獲獎 |
| 2015 | 楊一展                         | 戲劇節目男主角獎 | 提名 |
| 2015 | 林心如                         | 戲劇節目女主角獎 | 提名 |
| 2015 | 謝佳見                         | 戲劇節目男配角獎 | 提名 |
| 2015 | 許瑋甯                         | 戲劇節目女配角獎 | 獲獎 |
| 2015 | 許富翔                         | 戲劇節目導演獎   | 獲獎 |
| 2015 | 杜政哲、盧慧心、楊惠文、李松霖 | 戲劇節目編劇獎   | 提名 |

### 第20屆亞洲電視大獎
| 年份 | 獲提名 | 獎項       | 結果 |
| ---- | ------ | ---------- | ---- |
| 2015 | 林心如 | 最佳女主角 | 提名 |

### 第8屆海峽影視季頒獎典禮
| 年份 | 獲提名       | 獎項                         | 結果 |
| ---- | ------------ | ---------------------------- | ---- |
| 2016 | 《16個夏天》 | 最受大陸觀眾歡迎的台灣電視劇 | 獲獎 |

## 廣告置入
HTC手機、大潤發、SONY音樂

## 外部連結
- 官方网站－公視（繁體中文）
- 官方网站－TVBS（繁體中文）
- 官方网站－香港無綫電視（繁體中文）
- 16個夏天TheWayWeWere的新浪微博
- 方韋德部落格 （页面存档备份，存于）－痞客邦（繁體中文）
- YouTube上的16個夏天播放列表（繁體中文）
- 豆瓣电影上《16個夏天》的資料 （简体中文）
- 互联网电影数据库（IMDb）上《16個夏天》的资料（英文）
- 在Netflix上觀看《16個夏天》

## 作品的變遷
| 臺灣 公視主頻 每週六 21:00 – 22:30    | 臺灣 公視主頻 每週六 21:00 – 22:30        | 臺灣 公視主頻 每週六 21:00 – 22:30 |
| ------------------------------------- | ----------------------------------------- | ---------------------------------- |
|                                       | 16個夏天 （2014年7月19日－2014年11月1日） |                                    |
| 週末電影院 拔一條河 （2014年7月12日） | 週末電影院 甜蜜殺機 （2014年11月8日）     |                                    |

| 臺灣 TVBS歡樂台 每週六 22:00 – 23:30            | 臺灣 TVBS歡樂台 每週六 22:00 – 23:30              | 臺灣 TVBS歡樂台 每週六 22:00 – 23:30               |
| ----------------------------------------------- | ------------------------------------------------- | -------------------------------------------------- |
|                                                 | 16個夏天 （2014年7月19日－2014年11月1日）         |                                                    |
| A咖的路 （2014年3月22日－2014年7月12日）        | 我的媽媽 （2014年11月8日－2014年11月15日）        |                                                    |
| 每週六 22:00 – 01:00 (兩集連播)                 |                                                   |                                                    |
| 遺憾拼圖 （2016年5月7日－2016年8月13日）        | 16個夏天（重播） （2016年8月20日－2016年10月8日） | 麻醉風暴 (重播) （2016年10月15日－2016年10月29日） |
| 每週六 22:00 – 00:00 (兩集連播一小時版)         |                                                   |                                                    |
| 我們不能是朋友 （2020年5月23日－2020年8月15日） | 16個夏天（重播） （2020年8月22日－2020年11月7日） | 粉紅色時光 （2020年11月14日－2021年）              |

| 新加坡 星和都會台 每週五 22:00 – 23:30 | 新加坡 星和都會台 每週五 22:00 – 23:30         | 新加坡 星和都會台 每週五 22:00 – 23:30 |
| -------------------------------------- | ---------------------------------------------- | -------------------------------------- |
|                                        | 16個夏天 （2014年8月22日－2014年12月5日）      |                                        |
| －                                     | 俏摩女搶頭婚 （2014年12月12日－2015年3月27日） |                                        |

| 美国 舊金山 KTSF26台 每週一至週五 21:00 – 22:00 | 美国 舊金山 KTSF26台 每週一至週五 21:00 – 22:00 | 美国 舊金山 KTSF26台 每週一至週五 21:00 – 22:00 |
| ----------------------------------------------- | ----------------------------------------------- | ----------------------------------------------- |
|                                                 | 16個夏天 （2015年3月3日－2015年4月7日）         |                                                 |
| 風中奇緣 （2015年1月2日－2015年3月2日）         | 錦繡緣華麗冒險 （2015年4月8日－2015年6月3日）   |                                                 |

| 香港 TVB華語劇台 每週六 13:00 – 14:55、17:00 – 19:00及21:00 – 23:00      | 香港 TVB華語劇台 每週六 13:00 – 14:55、17:00 – 19:00及21:00 – 23:00 | 香港 TVB華語劇台 每週六 13:00 – 14:55、17:00 – 19:00及21:00 – 23:00 |
| ------------------------------------------------------------------------ | ------------------------------------------------------------------- | ------------------------------------------------------------------- |
|                                                                          | 16個夏天（原音版） （2015年4月4日－2015年6月27日）                  |                                                                     |
| 頻道開播                                                                 | 喜歡·一個人 （2015年7月4日－2015年10月24日）                        |                                                                     |
| 香港 無綫電視J2 每週一至週五 19:00 – 20:00（如當日為賽馬日將會暫停播放） |                                                                     |                                                                     |
| 愛上哥們 （2016年7月19日 - 2016年8月29日）                               | 16個夏天（配音版） （2016年8月30日 - 2016年10月10日）               | 後菜鳥的燦爛時代 （2016年10月11日 - 2016年11月29日）                |
| 香港 無綫電視J2 每週一至週五 06:30 – 07:30（重播）                       |                                                                     |                                                                     |
| —                                                                        | 16個夏天（配音版） （2020年4月27日 - 2020年6月1日）                 | 燦爛的遺產 （2020年6月2日）                                         |

| 马来西亚 Astro双星、Astro双星HD 每週日至週四 16:00 – 17:00  | 马来西亚 Astro双星、Astro双星HD 每週日至週四 16:00 – 17:00 | 马来西亚 Astro双星、Astro双星HD 每週日至週四 16:00 – 17:00 |
| ----------------------------------------------------------- | ---------------------------------------------------------- | ---------------------------------------------------------- |
|                                                             | 16個夏天 （2015年8月5日－2015年9月9日）                    |                                                            |
| 聽見幸福 （2015年6月21日－2015年8月4日）                    | 哇！陳怡君 （2015年9月10日－2015年10月27日）               |                                                            |
| 马来西亚 Astro AEC、Astro AEC HD 每週一至週五 16:00 – 17:00 |                                                            |                                                            |
| 莫非，这就是爱情 （2015年12月14日－2016年1月22日）          | 16個夏天 （2016年1月25日－2016年3月8日）                   | 哇！陳怡君 （2016年3月9日－2016年4月25日）                 |

| 臺灣 華視主頻 每週一至週五 20:00 – 22:00 · 9月24日 21:00 – 22:00 · 10月13日 20:00 – 21:00 | 臺灣 華視主頻 每週一至週五 20:00 – 22:00 · 9月24日 21:00 – 22:00 · 10月13日 20:00 – 21:00 | 臺灣 華視主頻 每週一至週五 20:00 – 22:00 · 9月24日 21:00 – 22:00 · 10月13日 20:00 – 21:00 |
| --- | ----------------------------------------------------------------------------------------- | ----------------------------------------------------------------------------------------- |
| | 16個夏天 （2021年9月24日－2021年10月13日）                                                |                                                                                           |
| 三隻小豬的逆襲 （2021年4月12日－2021年8月6日）未來媽媽（重播） （2021年8月9日－2021年8月10日）我的婆婆怎麼那麼可愛（重播） （2021年8月10日－2021年9月7日）她們創業的那些鳥事（重播） （2021年9月7日－2021年9月23日） | 請回答1988 （2021年10月13日－2021年12月10日）                                             |                                                                                           |

| 香港、 澳門、 菲律賓、 新加坡、 马来西亚、 印度尼西亞、 · TVBS-Asia 每週一至五 20:00 - 21:00 | 香港、 澳門、 菲律賓、 新加坡、 马来西亚、 印度尼西亞、 · TVBS-Asia 每週一至五 20:00 - 21:00 | 香港、 澳門、 菲律賓、 新加坡、 马来西亚、 印度尼西亞、 · TVBS-Asia 每週一至五 20:00 - 21:00 |
| -------------------------------------------------------------------------------------------- | -------------------------------------------------------------------------------------------- | -------------------------------------------------------------------------------------------- |
|                                                                                              | 16个夏天 （2023年7月13日 -2023年8月17日）                                                    |                                                                                              |
| 加油喜事 （2022年12月15日 - 2023年7月12日)                                                   | 唯一继承者 (2023年8月18日 - 2023年9月20日）                                                  |                                                                                              |